# 杜履謙
杜履謙（？年—？年），四川省樂山縣人，曾遞補當選中華民國第一屆立法委員。
其父杜明燡（字少裳），常年追隨劉湘，任四川善後督辦署秘書長。

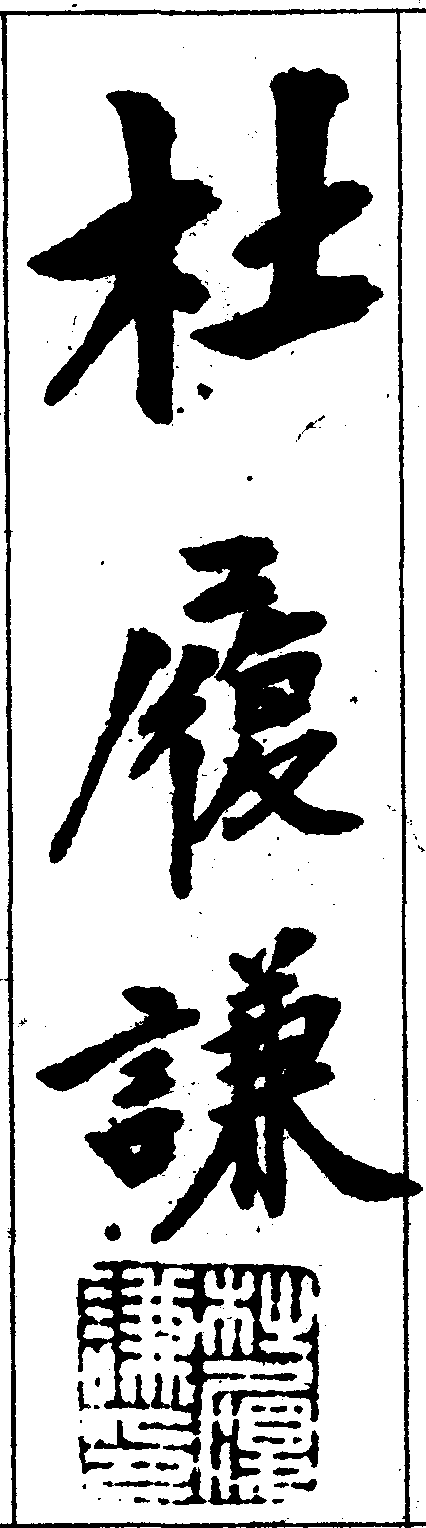
杜履謙的簽章

## 簡歷
- 民國二十年（1931年），國民會議四川省代表[1]
  - 11月12日，中國國民黨第四次全國代表大會（南京）邊遠省區西康省代表[2]

- 民國二十一年（1932年）6月至民國二十二年（1933年）4月，中國國民黨四川省黨務特派員辦事處特派員[3]
- 重慶和成銀行監察[4]
- 民國二十七年（1938年），康定縣縣長[5]
- 川康邊防軍總指揮部機要處處長[6]
- 民國二十八年（1939年）6月，西康省寧屬屯墾委員會秘書長

- - 8月，樂西公路工程管理處西昌辦事處處長
  - 三民主義青年團直屬西昌區團部籌備處幹事會幹事[7]
  - 同年，西康省銀行常務董事[8]
  - 同年，《建寧報》社副董事長[9]

- 民國二十九年（1940年），三民主義青年團西康省支團部籌備處幹事會幹事[7]
- 民國三十三年（1944年）3月13日，西康省禁煙善後管理處副處長[10]
  - 西昌私立健生中學校董[11]
- 民國三十四年（1945年）3月25日，中國國民黨四川省第一次代表大會樂山縣代表[12]
- 民國三十五年（1946年），私立樂嘉中學董事長[13]
- 西康省第二選區選出的制憲國民大會代表
- 民國三十七年（1948年），當選四川省第二選區立法委員第一候補人。
  - 四川省政府顧問[14]
- 民國三十八年（1949年）10月4日，總統指令，四川省第二區立法委員尹靜夫就任經濟部次長，以候補人杜履謙遞補[15]